# Naisasialiitto Unioni
Naisasialiitto Unioni (finnois) ou Kvinnosaksförbundet Unionen (suédois), en français la Ligue des féministes finlandaises, est une organisation féministe finlandaise à but non lucratif créée en 1892. Ses cofondatrices sont Lucina Hagman, Maikki Friberg (en) et Venny Soldan-Brofeldt. Depuis 1904, c'est la branche finlandaise de l'Alliance internationale des femmes.  
Cette organisation se mobilisa au départ pour le droit de vote des femmes (accordé en 1906), l'égalité de rémunération, l'éducation et la lutte contre la prostitution. Plus récemment, elle s'est efforcée d'améliorer le statut social des femmes et d'augmenter le nombre de femmes engagées en politique. De nos jours, l'association exerce toujours une influence dans le débat politique, cherche à améliorer les droits des femmes et lutte contre l'oppression qui les cible. 
Comparée à d'autres organisations similaires dans d'autres pays, le nombre de ses membres (moins de 2 000) est plutôt faible. En revanche, il y eut environ 20 000 femmes dans l'association finlandaise de tempérance au début du XXe siècle et presque autant dans le mouvement des travailleuses. 